# Camille Thouary
Camille Thouary (...) è un giocatore di football americano francese, che gioca come quarterback per i Molosses d'Asnières.
Dopo aver giocato dal 2011 al 2015 nelle giovanili dei Molosses d'Asnières, ha proseguito la carriera senza mai cambiare squadra.

## Palmarès
- 1 Casque d'Or	 (Molosses d'Asnières: 2017)